# Johnny Manziel
Johnathan Paul Manziel (Tyler, Texas, 6 de dezembro de 1992), conhecido também por seu apelido "Johnny Football", é um jogador profissional de futebol americano que atuou como quarterback na National Football League (NFL), jogando também na CFL (a liga canadense) e na Alliance of American Football.
Após uma brilhante carreira na escola, Manziel passou a ser disputado por várias universidades. Em 2012, ele estreou pela Texas A&M. Ele quebrou vários recordes da sua conferência e divisão na NCAA, se tornando o primeiro novato na história da liga universitária a passar das 3 000 jardas aéreas e correr para outras 1 000 em uma única temporada. Naquele ano ele se tornou o primeiro calouro a ganhar o Troféu Heisman de melhor jogador universitário, entre outras honrarias. Johnny acabaria levando seu time a faturar o Cotton Bowl Classic de 2013.
Manziel recebeu seu apelido, "Johnny Football", por fãs na Universidade A&M do Texas, pouco antes da temporada de 2012. Este apelido é uma marca registrada. Manziel foi introduzido no hall da fama na Texas A&M Athletics em setembro de 2022.
Em 2014, Manziel havia anunciado que ele não retornaria para uma terceira temporada no futebol americano universitário. Ao invés disso, ele se inscreveria no draft da NFL. Após boas performances nos campos de treinamento, o jogador acabou polarizando os debates pré draft. O glamour dos holofotes e as festas acabaram atraindo críticas de alguns especialistas. Mesmo assim, as expectativas eram altas. Contudo, o jogador acabou sendo selecionado apenas no fim da primeira rodada do draft (22ª escolha) pelo Cleveland Browns, a 8 de maio de 2014.
Após dois anos com o Cleveland Browns, o comportamento extra-campo do jogador (especialmente abuso de bebidas alcoólicas) começaram a pesar contra sua posição no time. Junto com sua fraca performance em campo e falta de interesse e vontade, de acordo com seus técnicos, em março de 2016, Manziel foi oficialmente dispensado pelos Browns.
Johnny também era um bom jogador de beisebol, sendo até selecionado (na 28ª rodada) no Draft de 2014 da MLB pelo San Diego Padres, listado na posição de shortstop.
Para tentar reabilitar sua imagem, Manziel entrou num programa de alcoólicos anônimos e tentou se limpar dos seus vícios. Em 2018, ganhou mais uma oportunidade de jogar futebol americano, sendo contratado pelo Hamilton Tiger-Cats e depois trocado para o Montreal Alouettes, ambos da CFL. Sua performance não foi muito boa e ele logo foi dispensado. No ano seguinte, recebeu mais uma chance, na AAF. Sua carreira lá duraria apenas dois jogos, quando foi retirado do campo com uma concussão, trazendo um novo fim a sua carreira.